# Валдаора
Валда̀ора (на италиански: Valdaora; на немски: Olang, Оланг) е община в Северна Италия, автономна провинция Южен Тирол, автономен регион Трентино-Южен Тирол. Разположена е на 1048 m надморска височина. Населението на общината е 3056 души (към 2010 г.).
Административен център на общината е село Валдаора ди Медзо (на италиански: Valdaora di Mezzo; на немски: Mitterolang, Митероланг)

## Език
Официални общински езици са и италианският и немският. Най-голямата част от населението говори немски. В общината се говори и други романски език, ладинският.
| %     | Роден език      |
| 3,18  | Италиански език |
| 96,47 | Немски език     |
| 0,34  | Ладински език   |